# فرد کارلین
فردریک جیمز کارلین (انگلیسی: Frederick James Karlin؛ ‏ ۱۶ ژوئن ۱۹۳۶ – ۲۶ مارس ۲۰۰۴) آهنگساز اهل ایالات متحده آمریکا بود.
او در سال ۱۹۷۰ میلادی برندهٔ جایزه اسکار بهترین ترانه شد. وی همچنین برندهٔ جوایز دیگری همچون جایزه امی شده است.
از فیلم‌ها یا مجموعه‌های تلویزیونی که وی در آن‌ها نقش داشته است، می‌توان به لید بلی اشاره نمود.